# Francuski poetski realizam
Francuski poetski realizam je filmski pokret 1930-ih. Možda je više tendencija nego pokret. Obilježavaju je lirski stil i mračni ton. Vodeća imena su Pierre Chenal, Jean Vigo, Julien Duvivier, Marcel Carné i najznačajniji Jean Renoir. Zvijezde razdoblja su Jean Gabin, Michel Simon, Simone Signoret i Michele Morgan. 
U ovom stilu izražena je potreba za reprodukcijom stvarnosti. Prikaz je uglavnom "fatalistički" i prikazuje likove s društvenih margina, sirotinju i nezaposlene ili pak kriminalce. Život im pruža samo razočarenja i u posljednjim pokušajima samoostvarenja likovi često dožive neuspjeh i cijela priča završava samoubojstvom. Cijeli stil zrači nostalgijom i gorčinom. Likovi su cinični i puni pesimizma. Idealizirani su prijestupnici koji ne poštuju se pravila igre.
Pridjev "poetski" upućuje na visoku estetičnost filma. Dijalozi su literarno napisani i pridavana im je velika pozornost pa su tako scenaristi imali vrlo važnu ulogu u filmskoj produkciji.
Ovaj filmski stil je izravno utjecao na Talijanski neorealizam i na Francuski novi val, koji se istodobno odmiče od poetskog realizma i oživljava brojne elemente stila. Toni iz 1934. je preteča talijanskog neorealizma. 

## Važnija djela
- Julien Duvivier:  Bilo ih je pet (1936.), Pépé le Moko (1937.)
- Jean Renoir:  Na dnu (1936.), Velika iluzija (1937.), Čovjek zvijer (1938.), Pravilo igre (1939.)
- Marcel Carné:  Obala u magli (1938.), Dan se rađa (1939.), Djeca raja (1945.)
- Pierre Chenal:  La Rue sans nom (1934.), Zločin i kazna (1935.)
- Jean Vigo: Atalanta (1934.)

## Vanjske poveznice
- Poetski realizam na Filmski leksikon